# 洛瓦希
48°51′29″N 24°13′46″E / 48.85806°N 24.22944°E
洛瓦希（羅馬化：Lovahy）是烏克蘭西部的村莊，隸屬伊萬諾-弗蘭科夫斯克州的卡盧什區。該村始建於1546年，面積3.12平方公里，2001年人口56，人口密度每平方公里17.9人。